# Čabranka
Čabranka  je kratka granična rijeka između Hrvatske i Slovenije, lijevi pritok rijeke Kupe. Duga je 17,5 km, a izvire pod planinom Veliki Obrh sjeverozapadno od Čabra, na 546 m nadmorske visine.
Najvažnije su joj pritoke Sušica, ponornica Tršćanka i potok Mandli. Ulijeva se u Kupu kod Osilnice na 287 m. Kraj Čabra se nalazi manja hidroelektrana te uzgajalište pastrva.

## Vanjske poveznice
|  | Zajednički poslužitelj ima još gradiva o temi Čabranka |